# Osvaldo Ferrari
Osvaldo Emilio Ferrari (ur. 30 września 1942 w Genui) – włoski zapaśnik walczący w stylu wolnym. Olimpijczyk z Meksyku 1968, gdzie odpadł w eliminacjach w kategorii do 78 kg.
Brązowy medalista mistrzostw świata w 1962. Szósty na mistrzostwach Europy w 1967. Wicemistrz igrzysk śródziemnomorskich w 1967 roku.